# Râul Toplița, Plai
Râul Toplița este un curs de apă, afluent al râului Plai. 

## Hărți
- Harta județului Hunedoara
- Harta munții Apuseni
- Harta munții Bihor